# North Miami
North Miami es una ciudad ubicada en el condado de Miami-Dade en el estado estadounidense de Florida. En el Censo de 2010 tenía una población de 58.786 habitantes y una densidad poblacional de 2.272,92 personas por km².

## Geografía
North Miami se encuentra ubicada en las coordenadas 25°54′4″N 80°10′6″O / 25.90111, -80.16833. Según la Oficina del Censo de los Estados Unidos, North Miami tiene una superficie total de 25.86 km², de la cual 21.78 km² corresponden a tierra firme y (15.79%) 4.08 km² es agua.

## Demografía
Según el censo de 2010, había 58.786 personas residiendo en North Miami. La densidad de población era de 2.272,92 hab./km². De los 58.786 habitantes, North Miami estaba compuesto por el 32.59% blancos, el 58.92% eran afroamericanos, el 0.36% eran amerindios, el 1.65% eran asiáticos, el 0.05% eran isleños del Pacífico, el 3.19% eran de otras razas y el 3.24% pertenecían a dos o más razas. Del total de la población el 27.15% eran hispanos o latinos de cualquier raza.

## Educación
Las Escuelas Públicas del Condado de Miami-Dade gestiona escuelas públicas.
- Escuela Secundaria North Miami
- Escuela Secundaria Alonzo y Tracy Mourning

La Escuela Secundaria Miami Central sirve a partes de North Miami.

## Ciudad hermanada
La ciudad está hermanada con una comuna:
- Arcahaie, Haití